# Гракхи
Гракхите (лат. Gracchi, ед. ч. Гракх, лат. Gracchus) са древноримска знатна фамилия, от плебейски произход, издигнали се в новите оптиматски аристократични среди. Гракхите са клон от gens Семпрониите (Sempronii).
Гракхите са сватосани със Сципионите, Корнелиите, Клавдиите и с Павлиите (Paulii).
Най-известни членове на фамилията са:
- Тиберий Семпроний Гракх, консул 238 пр.н.е. и военачалник
- Тиберий Семпроний Гракх (консул 215 пр.н.е.), консул 215 и 213 пр.н.е.
- Тиберий Семпроний Гракх Старши, консул 177 пр.н.e. и 163 пр.н.e., † 154 пр.н.e., женен за Корнелия, дъщеря на Сципион Африкански и техните синове и дъщеря:
- младият Тиберий Семпроний Гракх, народен трибун 133 пр.н.е.; опитва се насила да стане отново народен трибун 132 пр.н.е.
- неговият брат Гай Семпроний Гракх, народен трибун 123 пр.н.е. и 122 пр.н.е.
- Семпрония (сестра на Гракхите), дъщеря на Тиберий Семпроний Гракх Старши, съпруга на Сципион Емилиан
- Семпрония, вероятно дъщеря на Гай Гракх, съпруга на Децим Юний Брут (консул 77 пр.н.е.)
- Луций Семпроний Гракх, суфектконсул 167 г.